# 名古屋市立平針小学校
名古屋市立平針小学校（なごやしりつ ひらばりしょうがっこう）は、名古屋市天白区向が丘一丁目の公立小学校。

## 歴史

### 沿革
- 1955年（昭和30年）2月1日 - 創立[1]。
- 1986年（昭和61年） - 校地北側の斜面を利用した「冒険ランド」が設置される[1]。
- 1987年（昭和62年） - 禽舎が設置される[1]。
- 1988年（昭和63年） - 観察池が設置される[1]。
- 1992年（平成4年） - 生活科池が設置される[1]。

### 児童数の変遷
『愛知県小中学校誌』（1998年）によると、児童数の変遷は以下の通りである。
| 1955年（昭和30年） | 372人   |  |
| 1957年（昭和32年） | 349人   |  |
| 1967年（昭和42年） | 850人   |  |
| 1977年（昭和52年） | 1,122人 |  |
| 1987年（昭和62年） | 806人   |  |
| 1997年（平成9年）  | 599人   |  |

## 通学区域
所管する名古屋市教育委員会は、2019年（令和元年）9月1日現在、天白区のうち、荒池一丁目・荒池二丁目・天白町大字平針字大堤下・同字大根ヶ越・同字奴女里川・中平三丁目・中平四丁目・平針四丁目・平針五丁目・向が丘一丁目・向が丘二丁目・向が丘四丁目の全域および高島一丁目・天白町大字平針字荒池下・同字黒石・平針三丁目・向が丘三丁目の各一部を通学区域として指定している。
また、卒業後の進学先は名古屋市立平針中学校となっている。

### WEB
1. ↑  名古屋市教育委員会事務局総務部教育環境計画室計画係 (2019年9月1日). “名古屋市立小・中学校の通学区域一覧（天白区）” (PDF).   名古屋市. 2020年9月29日閲覧。
2. ↑  名古屋市教育委員会事務局総務部教育環境計画室計画係 (2018年4月1日). “名古屋市立中学校区一覧（小→中）” (PDF).   名古屋市. 2020年9月29日閲覧。

### 書籍
1. 1 2 3 4 5 6 7 8  六三制教育五十周年記念愛知県小中学校誌編集委員会 1998, p. 400.